# アルゼンチン年間最優秀選手賞
アルゼンチン年間最優秀選手賞(アルゼンチンねんかんさいゆうしゅうせんしゅしょう、オリンピア・デ・プラータ・アル・メホール・フットボリスタ (スペイン語: Olimpia de Plata al Mejor Futbolista、日本語: 最高のサッカー選手に対する銀のオリンピア)ともいう。)は、アルゼンチンのスポーツジャーナリスト団体によって、オリンピア・アワード（アルゼンチンのスポーツ界でもっとも権威ある賞）のサッカー部門の受賞者に与えられる賞である。

## 歴史
1970年に創設された。2007年までは、国内リーグ・国外リーグを問わずもっとも活躍したアルゼンチン人選手か、アルゼンチン国内リーグにおいて最も活躍した選手に与えられていた。2008年以降は、アルゼンチン国内リーグにおいて最も活躍した選手（オリンピア・デ・プラータ・アル・フットボル・ローカル）と、海外でプレーするもっとも活躍したアルゼンチン人サッカー選手（オリンピア・デ・プラータ・アル・フットボル・デル・エステリオール）の2人に与えられている。
1978年に受賞したマリオ・ケンペス（バレンシアCF）は、アルゼンチン国外リーグでプレーする選手として初の受賞者となった。ケンペスは同年の1978 FIFAワールドカップで得点王に輝く活躍を見せていた。1985年に受賞したウルグアイ人のエンツォ・フランチェスコリ（CAリーベル・プレート）は、外国籍選手として初の受賞者となった。

## 受賞者一覧
アルゼンチンの選手・クラブには国旗を記していない。
| 年   | 選手                             | クラブ                           |
| ---- | -------------------------------- | -------------------------------- |
| 1970 | エクトル・ヤサルデ               | インデペンディエンテ             |
| 1971 | ホセ・オマール・パストリーサ     | インデペンディエンテ             |
| 1972 | アンヘル・バルガス               | チャカリタ・ジュニアーズ         |
| 1973 | ミゲル・アンヘル・ブリンディシ   | ウラカン                         |
| 1974 | ミゲル・アンヘル・ライモンド     | インデペンディエンテ             |
| 1975 | エクトル・スコッタ               | サン・ロレンソ                   |
| 1976 | ダニエル・パサレラ               | リーベル・プレート               |
| 1977 | ウバルド・フィジョール           | リーベル・プレート               |
| 1978 | マリオ・ケンペス                 | バレンシア                       |
| 1979 | ディエゴ・マラドーナ             | アルヘンティノス・ジュニアーズ   |
| 1980 | ディエゴ・マラドーナ             | アルヘンティノス・ジュニアーズ   |
| 1981 | ディエゴ・マラドーナ             | ボカ・ジュニアーズ               |
| 1982 | ウーゴ・ガッティ                 | ボカ・ジュニアーズ               |
| 1983 | リカルド・ボチーニ               | インデペンディエンテ             |
| 1984 | アルベルト・マルシコ             | フェロ・カリル・オエステ         |
| 1985 | エンソ・フランチェスコリ         | リーベル・プレート               |
| 1986 | ディエゴ・マラドーナ             | ナポリ                           |
| 1987 | ネストル・ファブリ               | ラシン・クルブ                   |
| 1988 | ルベン・パス                     | ラシン・クルブ                   |
| 1989 | カルロス・アルファロ・モレーノ   | インデペンディエンテ             |
| 1990 | セルヒオ・ゴイコチェア           | ミジョナリオス / ラシン・クルブ  |
| 1991 | オスカル・ルジェリ               | ベレス・サルスフィエルド         |
| 1992 | ルイス・イスラス                 | インデペンディエンテ             |
| 1993 | ラモン・メディナベージョ         | リーベル・プレート               |
| 1994 | カルロス・モントーヤ             | ボカ・ジュニアーズ               |
| 1995 | エンソ・フランチェスコリ         | リーベル・プレート               |
| 1996 | ホセ・ルイス・チラベルト         | ベレス・サルスフィエルド         |
| 1997 | マルセロ・サラス                 | リーベル・プレート               |
| 1998 | ガブリエル・バティストゥータ     | フィオレンティーナ               |
| 1999 | ハビエル・サビオラ               | リーベル・プレート               |
| 2000 | フアン・ロマン・リケルメ         | ボカ・ジュニアーズ               |
| 2001 | フアン・ロマン・リケルメ         | ボカ・ジュニアーズ               |
| 2002 | ガブリエル・ミリート             | インデペンディエンテ             |
| 2003 | カルロス・テベス                 | ボカ・ジュニアーズ               |
| 2004 | カルロス・テベス                 | ボカ・ジュニアーズ               |
| 2005 | リオネル・メッシ                 | バルセロナ                       |
| 2006 | フアン・セバスティアン・ベロン   | エストゥディアンテス             |
| 2007 | リオネル・メッシ                 | バルセロナ                       |
| 2008 | フアン・ロマン・リケルメ         | ボカ・ジュニアーズ               |
| 2008 | リオネル・メッシ                 | バルセロナ                       |
| 2009 | フアン・セバスティアン・ベロン   | エストゥディアンテス             |
| 2009 | リオネル・メッシ                 | バルセロナ                       |
| 2010 | フアン・マヌエル・マルティネス   | ベレス・サルスフィエルド         |
| 2010 | リオネル・メッシ                 | バルセロナ                       |
| 2011 | フアン・ロマン・リケルメ         | ボカ・ジュニアーズ               |
| 2011 | リオネル・メッシ                 | バルセロナ                       |
| 2012 | リサンドロ・ロペス               | アルセナル・デ・サランディ       |
| 2012 | リオネル・メッシ                 | バルセロナ                       |
| 2013 | マキシ・ロドリゲス               | ニューウェルズ・オールドボーイズ |
| 2013 | リオネル・メッシ                 | バルセロナ                       |
| 2014 | ルーカス・プラット               | ベレス・サルスフィエルド         |
| 2014 | アンヘル・ディ・マリア           | マンチェスター・ユナイテッド     |
| 2015 | マルコ・ルベン                   | ロサリオ・セントラル             |
| 2015 | リオネル・メッシ                 | バルセロナ                       |
| 2016 | フェルナンド・ベルスキ           | サン・ロレンソ                   |
| 2016 | リオネル・メッシ                 | バルセロナ                       |
| 2017 | ダリオ・ベネデット               | ボカ・ジュニアーズ               |
| 2017 | リオネル・メッシ                 | バルセロナ                       |
| 2018 | ゴンサロ・ニコラス・マルティネス | リーベル・プレート               |
| 2019 | リオネル・メッシ                 | バルセロナ                       |
| 2020 | リオネル・メッシ                 | バルセロナ                       |
| 2021 | リオネル・メッシ                 | PSG                              |

## 受賞回数ランキング
| 選手                           | 回数 |
| ------------------------------ | ---- |
| リオネル・メッシ               | 14   |
| ディエゴ・マラドーナ           | 4    |
| フアン・ロマン・リケルメ       | 4    |
| フアン・セバスティアン・ベロン | 2    |
| カルロス・テベス               | 2    |
| エンソ・フランチェスコリ       | 2    |